# Phebellia pauciseta
Phebellia pauciseta là một loài ruồi trong họ Tachinidae.